# Terry Norris
Terry Norris est un boxeur américain né le 17 juin 1967 à Lubbock, Texas.

## Carrière
Son palmarès professionnel est de 56 combats, dont 47 victoires (31 par KO) et 9 défaites. Son premier combat professionnel remonte au 2 août 1986 contre Jose Luis Cordova, après 23 combats (21 victoires et 2 défaites) Norris dispute son 1er championnat du monde contre le champion WBA des poids super-welters, le puncheur Julian Jackson, après un bon premier round, Norris encaisse une lourde droite de Jackson et s'effondre au sol k-o. l'Américain dispute trois nouveaux combats notamment contre l'ancien champion WBC des poids welters Jorge Vaca qu'il bat par décision partagée, avant de disputer le titre WBC des super-welters le 31 mars 1990 détenu par le frappeur ougandais John Mugabi Norris met k-o l'Africain au 1er round, et remporte le titre.
S'en suivra une longue domination de l'Américain sur cette catégorie des supers-welters, pour sa première défense, Norris affronte l'ancien détenteur de son titre WBC, le Français René Jacquot, qu'il bat par décision unanime, le Français ne remporte aucun round, puis le 9 février 1991, Norris affronte le légendaire Sugar Ray Leonard légende vivante des années 1980 et multiple champion du monde dans plusieurs catégories, le combat est à sens unique en faveur de Norris, celui-ci domine totalement Léonard, et l'envoie même au tapis au 2e et 7e round, et gagne par décision unanime. Vient ensuite le tour de l'ancien champion unifié des poids welters Donald Curry qu'il bat par k-o en 8 rounds le 6 juin 1991, son prochain adversaire Brett Lally ne dépasse pas le 1er round, le futur champion des poids moyens Jorge Castro, lui tient les douze rounds, mais est battu par décision unanime. les 6 prochains challengers (dont deux anciens champion IBF des welters Meldrick Taylor et Maurice Blocker) sont tous battus avant la limite, le 18 décembre 1993, Norris affronte l'ancien champion WBC et IBF des welters Simon Brown, à la surprise générale, Brown bat Norris par k-o au 4e round, la revanche a lieu le 7 mais 1994, et Norris prend sa revanche sur Brown par décision unanime.
Son second règne est toutefois court, le 12 novembre 1994, Norris affronte le dominicain Luis Santana et est battu par disqualification après avoir frappé Santana derrière la tête au 5e round, une revanche a lieu 8 avril 1995 et Norris est à nouveau battu par disqualification après avoir frappé après le gong au 3e round, un troisième combat les oppose le 19 août 1995, et cette fois-ci l'Américain s'impose par k-o en 2 rounds. Norris défend son titre un mois plus tard contre David Gonzalez et le bat par k-o au 9e round, le 16 décembre 1995, Norris affronte le champion IBF de la catégorie Paul Vaden pour une réunification partielle, Norris s'impose par décision unanime et devient le premier champion unifié des super-welters, il défend victorieusement ses titres 4 fois jusqu'en 1997 où l'IBF le destitue. Il effectue 2 combats sans titre en jeu qu'il gagne avant la limite, avant de défendre son titre WBC le 6 décembre 1997 contre Keith Mullings, c'est le début du déclin pour Terry Norris, il perd contre Mullings avant la limite au 9e round, puis le 25 septembre 1998 pour le titre mineur IBA, il s'incline par décision unanime devant Dana Rosenblatt, malgré deux défaites consécutive Norris dispute quand même le titre WBA des super-welters contre le champion français Laurent Boudouani le 30 novembre 1998, c'est une ombre de Norris que le Français affronte sur le ring du palais des sports de Paris, le Français s'impose par k-o technique au 9e round, Norris prend sa retraite à l'issue de ce combat.

## Distinctions
- Terry Norris est membre de l'International Boxing Hall of Fame depuis 2005.
- Sa victoire au 1er round contre John Mugabi est élue KO de l'année en 1990 par Ring Magazine[1].